# Huamanis de Collasuyo

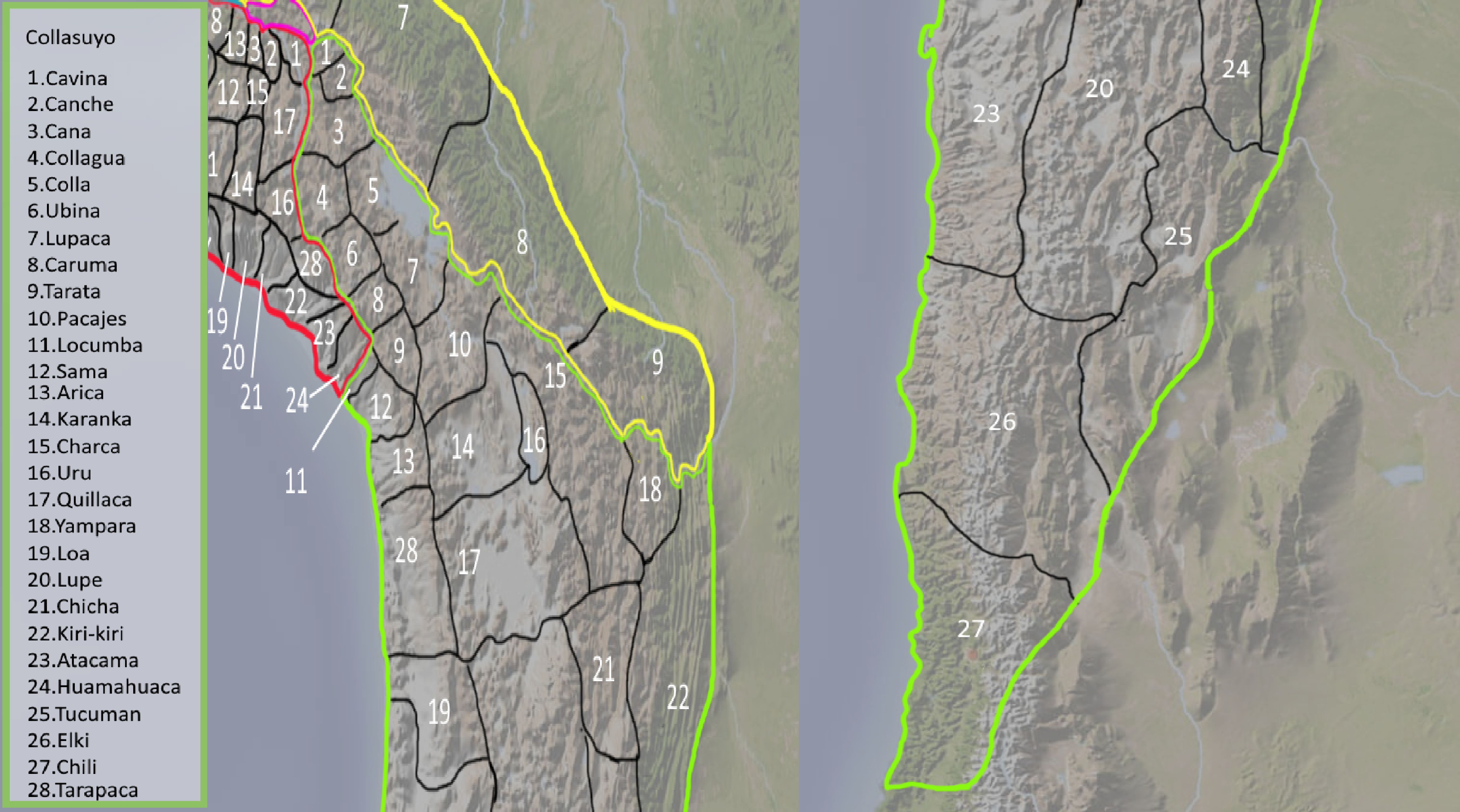
Huamanis de Collasuyo dentro del Imperio incaico.

Los huamanis de Collasuyo fueron una forma de subdivisión que conformaban el suyo del Collasuyo, parte del Imperio Incaico. El suyo se componía de veintiocho provincias muy ricas en diversidad étnica y cultural.

## Huamanis de Antisuyo
| Huamani    | Territorio actual  |
| ---------- | ------------------ |
| Arica      | Chile              |
| Atacama    | Chile              |
| Cana       | Perú               |
| Canche     | Perú               |
| Caruma     | Perú               |
| Cavina     | Perú               |
| Charca     | Bolivia            |
| Chicha     | Argentina          |
| Chili      | Chile              |
| Colla      | Perú               |
| Collagua   | Perú               |
| Elki       | Argentina, Chile   |
| Huamahuaca | Argentina          |
| Karanka    | Bolivia            |
| Kiri-Kiri  | Argentina          |
| Loa        | Chile              |
| Locumba    | Perú               |
| Lupaca     | Perú               |
| Lupe       | Argentina          |
| Pacajes    | Bolivia            |
| Quillaca   | Argentina, Bolivia |
| Sama       | Chile, Perú        |
| Tarapacá   | Chile              |
| Tarata     | Bolivia, Perú      |
| Tucuman    | Argentina          |
| Ubina      | Perú               |
| Uru        | Bolivia            |
| Yampara    | Bolivia            |